# Новий Чахулець
Новий Чахулець (пол. Nowy Czachulec) — село в Польщі, у гміні Кавенчин Турецького повіту Великопольського воєводства.
Населення — 36 осіб (2011).
У 1975-1998 роках село належало до Конінського воєводства.

## Демографія
Демографічна структура станом на 31 березня 2011 року:
|          | Загалом | Допрацездатний вік | Працездатний вік | Постпрацездатний вік |
| -------- | ------- | ------------------ | ---------------- | -------------------- |
| Чоловіки | 20      | 6                  | 10               | 4                    |
| Жінки    | 16      | 0                  | 11               | 5                    |
| Разом    | 36      | 6                  | 21               | 9                    |